# Некрасов Зот Ілліч
Зот Іллі́ч Некра́сов (26 грудня 1907 (8 січня 1908), Мелітополь, нині Запорізької області — 1 грудня 1990, м. Дніпро) — український радянський учений у галузі доменного виробництва.
Академік АН УРСР (1961). Заслужений діяч науки і техніки УРСР (1978). Герой Соціалістичної Праці (1969).

## Біографія
У 1930 році закінчив Дніпропетровський металургійний інститут. Жив і працював у м. Дніпропетровську (нині м. Дніпро).

## Наукова діяльність
Розробив новий спосіб огрудкування залізних руд. За його участі Інститутом чорної металургії АН УССР і Дніпропетровським металургійним заводом 1957 році вперше вдало було впроваджено використання у доменному процесі природного газу.

## Премії та нагороди
- 1941 — Сталінська премія.
- 1960 — Ленінська премія.
- Нагороджено трьома орденами Леніна, іншими орденами та медалями.

## Вшанування пам'яті
Похований академік на центральній алеї Запорізького цвинтаря в м. Дніпро.
У 1997 Національною Академією наук України заснована Премія НАН України імені З. І. Некрасова, яка вручається Відділенням фізико-технічних проблем матеріалознавства НАН України за видатні наукові роботи в галузі металургії.
25 квітня 2016 на виконання законів про декомунізацію Маріупольський металургійний комбінат імені Ілліча перейменовано на честь Зота Ілліча Некрасова.